# Ekohok
Ekohok est un village camerounais situé dans la région du Littoral, dans le département du Moungo et dans l'arrondissement du Nlonako.

## Population et développement
En 1967, la population de Ekohok était de 231 habitants, essentiellement des Bakaka. Lors du recensement de 2005, elle était de 179 habitants.